# Kinne-Vedums landskommun
Kinne-Vedums landskommun var en tidigare kommun i dåvarande Skaraborgs län.

## Administrativ historik
Kommunen inrättades i Kinne-Vedums socken i Kinne härad i Västergötland när 1862 års kommunalförordningar trädde i kraft. Namnet var före 17 april 1885 Vedums landskommun.
Vid kommunreformen 1952 uppgick kommunen i Götene köping som 1971 ombildades till Götene kommun.